# Engaeus
Genre
Engaeus est un genre d'écrevisses d'eau douce que l'on trouve en Australie. Des 35 espèces que compte le genre Engaeus, 15 sont présentes en Tasmanie. Le comportement de ces écrevisses est pour le moins particulier. En effet, celles-ci vivent dans des terriers et construisent de grandes ouvertures en forme de cheminée.

## Liste des espèces
Les 35 espèces de ce genres sont :
- Engaeus affinis
- Engaeus australis
- Engaeus cisternarius
- Engaeus cunicularius
- Engaeus curvisuturus
- Engaeus cymus
- Engaeus disjuncticus
- Engaeus fossor
- Engaeus fultoni
- Engaeus granulatus
- Engaeus hemicirratulus
- Engaeus karnanga
- Engaeus laevis
- Engaeus lengana
- Engaeus leptorhynchus
- Engaeus lyelli
- Engaeus mairener
- Engaeus mallacoota
- Engaeus martigener
- Engaeus merosetosus
- Engaeus nulloporius
- Engaeus orientalis
- Engaeus orramakunna
- Engaeus phyllocercus
- Engaeus quadrimanus
- Engaeus rostrogaleatus
- Engaeus sericatus
- Engaeus spinicaudatus
- Engaeus sternalis
- Engaeus strictifrons
- Engaeus tayatea
- Engaeus tuberculatus
- Engaeus urostrictus
- Engaeus victoriensis
- Engaeus yabbimunna